# André Lussi
Pour les articles homonymes, voir Lussi (homonymie).
André Lussi est un banquier né en Suisse. Ancien salarié de l'UBS de 1968 à 1988, il est nommé chez Cedel International devenu Clearstream à partir de 1988 puis en est le CEO à partir de 1995. André Lussi est l'un des trois hauts responsables de Clearstream limogés en décembre 2001 dans les suites de la parution du livre Révélation$ du journaliste Denis Robert. Il est né le 22 mai 1950 en Suisse,.

## Investigations
- André Lussi, l'ancien patron de la chambre de compensation luxembourgeoise, était poursuivi depuis 2001 pour abus de biens sociaux, faux et usage de faux. Des témoins l'avaient mis en cause, tandis qu'un rapport de l'autorité de surveillance des banques au Luxembourg avait relevé certaines opérations « douteuses » avec la société californienne de services informatiques Tibco Software Inc.[4].

- 27 avril 2006 : la justice luxembourgeoise prononce un non-lieu vis-à-vis de l'ancien patron de Clearstream André Lussi[5], en pleine tempête française de l'affaire Clearstream 2. « L'instruction n'a pas permis d'établir des faits susceptibles de recevoir la qualification d'abus de biens sociaux, de faux et d'usage de faux, qui ne soient pas affectés par la prescription de l'action publique de trois ans », a indiqué le parquet luxembourgeois[réf. souhaitée]. Il est à noter qu'au Luxembourg, le ministre de la justice et le ministre du Trésor, chargé du secteur bancaire, sont une unique et même personne[6].

## Dans la fiction
- Dans le film L'Enquête de Vincent Garenq, sorti en 2015 avec Gilles Lellouche dans le rôle de Denis Robert, André Lussi est interprété par Germain Wagner.